# Donté Greene
Donté Dominic Greene (* 21. Februar 1988 in München) ist ein US-amerikanischer Basketballspieler.

## Karriere

### Highschool und College
Greene absolvierte die Towson Catholic High School, an der er 2006/07 zum McDonald's All American ernannt wurde. 2007/08 besuchte er als Freshman die Syracuse University in Syracuse, New York, für deren Team er auf beiden Forward-Positionen eingesetzt wurde. 

### NBA
Im NBA-Draft 2008 wurde er an 28. Stelle von den Memphis Grizzlies ausgewählt, wurde jedoch sofort zu den Houston Rockets transferiert, mit denen er die Sommervorbereitung absolvierte. 
Im Juli 2008 wechselte er als Teil der Ablöse für Ron Artest zu den Sacramento Kings. In seiner ersten Saison kam er in 55 Spielen zum Einsatz und erzielte im Schnitt 3,8 Punkte. Letztendlich konnte Greene sich bei den Kings nie komplett durchsetzen und erhielt nach Ablauf seines Vertrags 2012 kein neues Angebot von den Kings.

### Nationalmannschaft
Greene kam für mehrere Juniorennationalmannschaften der USA zum Einsatz. 2006 wurde er mit den USA U18-Weltmeister. Da Greene in Deutschland geboren wurde, wurde im März 2009 über einen Einsatz Greenes für die deutsche Basketballnationalmannschaft spekuliert, weil er angeblich die deutsche Staatsangehörigkeit besitze. Am 27. März 2009 gab Nationaltrainer Dirk Bauermann jedoch bekannt, dass Greene nicht für Deutschland spielen wird.